# Edinburgh Filmhouse
L'Edinburgh Filmhouse est un cinéma d'Édimbourg ouvert en 1979. Il abrite le troisième plus ancien festival du film au monde (après ceux de Venise et Cannes), le Festival international du film d'Édimbourg, créé en 1947,. Tilda Swinton en est la marraine d'honneur. 

## Histoire
Le bâtiment qui abrite à présent le Filmhouse est construit en 1831 comme United Presbyterian Church (plus tard United Free Church). Elle est conçue par l'architecte David Bryce dans le style d'une villa néoclassique. Elle devient plus tard l'église d'Ecosse St. Thomas,,. 
Le cinéma voit le jour lorsque, en 1979, l’immeuble désaffecté de l’église St. Thomas est converti en un auditorium de 100 places (maintenant le cinéma 2,). La façade du bâtiment est classée et reste inaccessible jusqu'en 1985, date à laquelle un nouvel auditorium de 280 places et un bar sont ajoutés et l'entrée principale ouverte. Elle est située sur Lothian Road et fait partie du quartier culturel comprenant notamment les théâtres Usher Hall, Traverse et Lyceum, situés à proximité. 
Filmhouse est un nom commercial du Centre pour l'image animée (CMI), un organisme qui comprend également le Festival international du film d'Édimbourg, l'Edinburgh Film Guild et le Belmont Filmhouse d'Aberdeen . 
Depuis sa création, il accueille chaque année le Festival international du film d’Édimbourg. Martin Scorsese, Andrei Tarkovsky, Sean Connery, Les Muppets et James Mason, entre autres, y ont été parmi les personnalités phares. 

## Fonctionnement
Le Filmhouse est un cinéma d'art et d'essai financé par l'État. Sa programmation est variée, allant des films d'art et essai aux films grand public et aux productions plus modestes. 